# Benson Hills
Die Benson Hills sind eine Gruppe von Hügeln an der Wilkins-Küste des Palmerlands im Süden der Antarktischen Halbinsel. Sie ragen 5 km östlich des Berry-Massivs am Kopfende des Smith Inlet auf.
Der United States Geological Survey kartierte das Gebiet im Jahr 1974. Das Advisory Committee on Antarctic Names benannte die Formation 1976 nach Leutnant Arthur K. Benson von der United States Navy, medizinischer Offizier auf der Palmer-Station im Jahr 1969.